# Неборівська сільська рада
Неборівська сільська рада — колишня адміністративно-територіальна одиниця та орган місцевого самоврядування в Червоноармійському (Пулинському) і Мархлевському районах Волинської округи, Київської й Житомирської областей Української РСР з адміністративним центром у селі Неборівка.

## Населені пункти
Сільській раді на час ліквідації були підпорядковані населені пункти:
- с. Неборівка

## Населення
Кількість населення ради, станом на 1923 рік, становила 980 осіб, кількість дворів — 177.
Кількість населення сільської ради, станом на 1924 рік, становила 960 осіб.
Кількість населення ради, станом на 1931 рік, становила 739 осіб.

## Історія та адміністративний устрій
Створена 1923 року в складі сіл Неборівка, Степанівка, Юзефівка та колонії Видумка Пулинської волості Житомирського повіту Волинської губернії. 7 березня 1923 року включена до складу новоствореного Пулинського району Житомирської (згодом — Волинська) округи. 27 жовтня 1926 року кол. Видумка виділено в окрему Видумську сільську раду Пулинського району. 3 червня 1930 року передана до складу Мархлевського району Волинської округи. 17 жовтня 1935 року включена до складу новоствореного Червоноармійського району Київської області. Станом на 1 жовтня 1941 року села Степанівка та Юзефівка не перебували на обліку населених пунктів.
Станом на 1 вересня 1946 року сільська рада входила до складу Червоноармійського району Житомирської області, на обліку в раді перебувало с. Неборівка.
Ліквідована 11 серпня 1954 року, відповідно до указу Президії Верховної ради Української РСР «Про укрупнення сільських рад по Житомирській області», територію ради та с. Неборівка приєднано до складу Мартинівської сільської ради Червоноармійського району Житомирської області.